# Главна дирекция „Гранична полиция“
Граничар пренасочва насам.  За Граничар вижте Граничар (пояснение).
Гранична полиция са сили на полицията на България за охрана на държавната граница на България. Понастоящем се ръководи от Главна дирекция „Гранична полиция“ от структурата на Министерството на вътрешните работи на Република България.

## История

### Погранична стража (1887 – 1946)
На 22 декември 1887 г. Народното събрание приема първия Закон за пограничната стража. Той предвижда охраната на границите да се „извършва от една погранична стража, която се състои от конни и пеши стражари, разделени на младши и старши“. На всеки стражар се пада за охрана отрязък от граничната линия, не по-къс от 2 и не по-дълъг от 6 километра.
Пограничната стража участва в Балканската (1912 – 1913), Междусъюзническата (1913) и Първата световна война (1915 – 1918 г.), съвместно с частите на Българската армия.
Съгласно чл. 69 от Ньойския мирен договор от 1919 г.: „България ще може да образува гранична стража, която ще се набира чрез доброволно постъпване и не надминава 3000 души, от тях не повече от 150 офицери и 200 подофицери“.
В периода 1940 – 1944 г. се формират нови гранични поделения, които се разполагат в района на българо-турската граница и черноморското крайбрежие в готовност да отразят евентуална агресия.
Гранични поделения (Четвърта гранична бригада) вземат участие във Втората световна война при отбраната на границата срещу германските войски (септември 1944 г.) и в Нишката и Косовската операции през октомври-ноември 1944 г.

### Гранична милиция, Гранични войски (1946 – 1997)
След Втората световна война държавните граници на България се охраняват от 6 гранични сектора към съответните дивизиони области, разделени на 25 участъка, 75 подучастъка и 463 поста, от които 33 морски и 12 гранични контролно-пропускателни пункта.
На 10 август 1946 г. е утвърден Закон за създаването на Граничната милиция. Той освобождава Министерството на войната се от грижите по охраната на границата и при Министерството на вътрешните работи се учредява Управление на граничната милиция, на която се възлага пазенето на границата. Служителите на Граничната милиция имат права на служителите на войската. На 8 октомври 1946 г. с постановление на Министерския съвет Граничната милиция се преименува в Гранични войски.
От 1948 г. до 1957 г. функционира Гранична школа за подготовка на кандидат-подофицери (сержанти), а от 1950 г. до 1955 г. – Народно военно гранично училище, което подготвя младши офицери за нуждите на Граничните и Вътрешните войски. През 1948 г. се създава Централен развъдно-дресировъчен пункт, в който се подготвят също и квалифицирани водачи на служебни кучета. По-късно пунктът се реорганизира в школа.
През периода голямо внимание се отделя на инженерно-техническото оборудване на границата. От 1959 г. в експлоатация са електронни съоръжения, които през следващите няколко десетилетия се налагат като основно средство в охранителната дейност. Ефикасно контролиращо средство е контролно-следовата полоса (КСП). Важен дял от силите и средствата на Граничните войски са и военно-инженерните, сигнализиращите, контролиращите и възпрепятстващите съоръжения, сигналните средства, автомобилната техника. Чрез тях се охраняват значително по-големи участъци от границата.
Полагат се грижи, за да се подобрят отглеждането и дресировката на служебните кучета и да се осигури тяхното по-широко използване в борбата с престъпността и в защитата на границите. Като съставна част от силите и средствата на Граничните войски те се използват в граничните наряди. Добре подготвените служебни кучета със своето поведение своевременно предупреждават нарядите за приближаването на нарушителите и оказват голяма помощ при претърсване на местността за издирването и задържането им. По времето на граничната стража служебното куче е верен помощник на граничаря.
Преди снабдяването на Гранични войски с моторни превозни средства ездитните коне са единственото средство за бързо придвижване между подразделенията и населените места. По-късно те се използват за патрулиране на граничните наряди и за бързо изнасяне на резервите.
През 1947 г. на Граничните войски се предават първите морски единици – 2 катера тип „МО-4“, а през 1949 г. граничното морско подразделение се попълва с корабна техника. На 9 и 10 октомври 1950 г. моряците граничари старши лейтенантите Стефан Славков и Никола Димитров – командири на стражеви катери № 301 и 304, задържат 7 души с моторна лодка, извършили тежки престъпления.
От 1 януари 1948 г. паспортните бюра се преименуват в гранични контролно-пропускателни пунктове (ГКПП – сухоземни, пристанищни и на аерогарите) и организационно се подчиняват на Управление „Гранични войски“. От 1962 до 1972 г. Граничните войски са на подчинение на Министерството на народната отбрана, но ГКПП остават към МВР. От 1972-1990 -отново са на подчинение на МВР- под командване на УГВ/Управление ГВ/към МВР.Това е най-силния период на ГВ.Модерна техника,Школи за мл.сержанти,Школата за СК/служебни кучета/ в Берковица,"Новобрански батальони" във всеки един ГО.Към 1ви ГО Видин действа и "Дивизион Гранични кораби" със срок на службата като във ВМФ-3г."МГ"/Маневрени групи/ от Граничните отряди за подпомагне на Заставите при"Обстановка"- Нарушаване на ДГ.Взаимодеиствието-Щаб-Гранична Застава бе издигнато на професионално ниво!Граничните Застави са обновени,живота на войниците е подобрен от битов характер.Създадени са условия за елитни войскови подразделения с висок боен дух и подготовка.ГВ се превърна в елита на ВС.В много Гранични Участъци бе въведена системата "Скала"/подобрена версия на С-100/-т.нар."Кльон"/Охраната на Държавната граница бе почти 100%.От 1985г. бе въведена подмяна на униформите на войниците-като бе сменена с камуфлажни дрехи и копринена зелена лятна униформа.На всяка една Застава имаше джип,Виетнамка/за планинските региони/,Прожекторна станция,коне за обход и елитни"Немски овчарки"-следови и стражеви кучета.Въоръжението беше на високо ниво-като в БНА. Гордост бе-да служиш в ГВ!Най-елитните и подбрани момчета служеха в ГВ.Всяка една Застава разполагаше със собствено стопанство.Гледаха се свине и овце за задоволяване нуждите на войниците от прясно месо.Имаше градини-за задоволяване с пресни зеленчуци.Връзката между Заставите и пограничното население мина в нова фаза.Взаимодействието бе на много високо ниво.Разпада на ГВ- дойде през 1990-когато бяха унищожени граничните заграждения-"Кльон" и "Скала" а участъци от Южната граница-бяха разминирани!От 1990 до 1991 г. Граничните войски са обединени с Вътрешните войски (жандармерията) под общо командване и общо наименование Войски на МВР.
В средата на 20 век обстановката на държавната граница е усложнена. За периода 1947 г. – 1950 г. броят на въоръжените стълкновения е 1446. През следващите 2 години граничните наряди срещат още 218 въоръжени нарушители. През този период се осъществява организирано включване на местните жители в помощ на Граничните войски. През 1947 г. се създават групи за съдействие, които се попълват от граничното население. През 1960 г. те са включени в паравоенната организация Доброволни отряди на трудещите се (ДОТ). От по-късен етап са специализираните отряди „Млад граничар“.
От 1950 г. до 1997 г. излиза вестник „Граничар“ като седмичен печатен орган на Граничните войски. В сложно и динамично време той изпълнява задачите си и спомага за успешното решаване на задачите по охраната на държавната граница на България.

### Гранична полиция (от 1997 г.)
През 1997 г. Национална служба „Гранична полиция“ (НСГП) е изведена от състава на Въоръжените сили и е обособена като специализирана полицейска служба за охрана на държавната граница и контрол за спазването на граничния режим. Функциите и задачите на Граничната полиция и правомощията на органите включват наблюдението на зелената и синята граница и граничния (вкл. паспортен) контрол на ГКПП. В състава на граничните сектори, които охраняват морската и речната граница, са включени звена от гранични кораби.
С приемането на новия Закон за МВР през 2006 г. Граничната полиция е включена в състава на Национална служба „Полиция“. Днес Главна дирекция „Гранична полиция“ е подчинена пряко на министъра на вътрешните работи.

## Наименования
- Пограничен батальон (1879 – 1895)
- Управление на пограничната стража (1895 – 1919)
- Погранична инспекция към Министерство на войната (1919 – 1935)
- Погранична секция към Щаба на войската (1935 – 1945)
- Гранична инспекция при Министерството на войната (1945 – 1946)
- Щаб на гранични войски (1946 – 1950)
- Управление на гранични войски (1951 – 1990)
- Войски на МВР за охрана на държавната граница и обществения ред (1990 – 1991)
- Национална служба „Гранични войски“ (1991 – 1997)
- Национална служба „Гранична полиция“ (1997 – 2006)
- Главна дирекция „Гранична полиция“ (от 2006 г.)

## Началници и инспектори

### Гранична стража
- Христо Христов (неизв., между 1920 и 1928), инспектор на пограничната стража
- Генерал-майор Павел Христов (от септември 1915 г.), инспектор на пограничната стража
- Генерал-лейтенант Димитър Гешов (след ПСВ – 1919), инспектор на пограничната стража
- Генерал-майор (ген.-лейт. от 1919.01.07) Христо Недялков (след ПСВ – 1919), началник на пограничната стража
- Полковник Димитър Мустаков (октомври 1920 – 15 октомври 1921), началник на пограничната стража
- Генерал-майор Александър Димитров, инспектор на пограничната стража
- Генерал-майор Александър Давидов (1923 – 1924)
- Полковник (ген. м-р от 1928.03.05) Александър Марков (1927 – 1928), инспектор на пограничната стража
- Полковник Иван Семерджиев (1929), инспектор на пограничната стража
- Полковник (ген. м-р от 1930.10.31) Любомир Босилков (1929 – 1931), инспектор на пограничната стража
- Полковник Младен Филипов (1933 – 1934), инспектор на пограничната стража
- Генерал-майор Йордан Пеев (17 октомври 1936 – 9 януари 1937), инспектор на пограничната стража
- Полковник Георги Йорданов (1938 – 1939), инспектор на пограничната стража
- Генерал-майор Асен Краев (1940 – 1941), инспектор на пограничната стража
- Генерал-майор Иван Бояджиев (1944), инспектор на граничната служба

### Гранични войски
Званията са към датата на заемане на поста:
- Полковник Павел Станев, временно изпълняващ длъжността 6 месеца
- Полковник Христо Драганов Братанов до 1946
- Генерал-майор Йонко Панов – 1946 – 1951
- Полковник Тодор Вангелов – 1951 – 1953
- Полковник Слави Чакъров – 1953 – 1962
- Генерал-лейтенант Ангел Пенков – 1962 – 1971
- Генерал-майор Минко Минков – 1971 – 1972
- Генерал-лейтенант Стефан Цанов – 1972 – 1989
- Полковник Стефан Ангелов – декември 1989 – 1 март 1990 (Командващ войските на МВР)
- Генерал-майор Стефан Ангелов – 1 март 1990 – 6 май 1992
- Полковник Георги Тетереков – 1 октомври 1992 – 30 ноември 1994
- Полковник Георги Димитров – 30 ноември 1994 – 1997
- Полковник Георги Тетереков – декември 1997 – май 1998

### Национална служба „Гранична полиция“
- Полковник Вячеслав Димитров – май 1998 – 6 юни 2000
- Полковник Валери Григоров – 19 юни 2000 – 6 януари 2006
- Генерал-майор Красимир Петров – 6 януари 2006 – 20 август 2009
- Главен комисар Захарин Пенов – 21 август 2009 – 29 декември 2014
- Главен комисар Милен Пенев – 5 януари 2015 – 28 април 2015
- Главен комисар Антонио Ангелов – 28 април 2015 – 15 август 2016
- Главен комисар Светлан Кичиков – от 31 август 2016 – 2 юни 2021
- Главен комисар Деян Моллов – 2 юни 2021 – 10 август 2022
- Главен комисар Росица Димитрова – 10 август 2022 – 24 февруари 2023, временно изпълняваща длъжността; 24 февруари – 15 юни 2023, директор
- Главен комисар Антон Златанов – 16 юни 2023

## Звания и отличителни знаци в Българската гранична полиция
| категории                              | отличителни знаци и звания | отличителни знаци и звания          | отличителни знаци и звания |
| -------------------------------------- | -------------------------- | ----------------------------------- | -------------------------- |
| персонал                               | отличителни знаци и звания | отличителни знаци и звания          | отличителни знаци и звания |
| Висш ръководен персонал                |                            |                                     |                            |
|                                        |                            |                                     |                            |
| Главен комисар                         | Старши комисар             |                                     |                            |
| Ръководен персонал                     |                            |                                     |                            |
|                                        |                            |                                     |                            |
| Комисар                                |                            |                                     |                            |
| Експертен персонал с ръководни функции |                            |                                     |                            |
|                                        |                            |                                     |                            |
| Главен инспектор                       | Старши инспектор           |                                     |                            |
| Експертен персонал                     |                            |                                     |                            |
|                                        |                            |                                     |                            |
| Инспектор I степен                     | Инспектор II степен        | Инспектор III степен                |                            |
| Служители                              |                            |                                     |                            |
|                                        |                            |                                     |                            |
| Главен полицай                         |                            |                                     |                            |
|                                        |                            |                                     |                            |
| Полицай I степен (Старши полицай)      | Полицай II степен          | Полицай III степен (Младши полицай) |                            |